# Sant'Antonio di Gallura
Sant'Antonio di Gallura is een gemeente in de Italiaanse provincie Olbia-Tempio (regio Sardinië) en telt 1611 inwoners (31-12-2004). De oppervlakte bedraagt 81,3 km², de bevolkingsdichtheid is 20 inwoners per km².

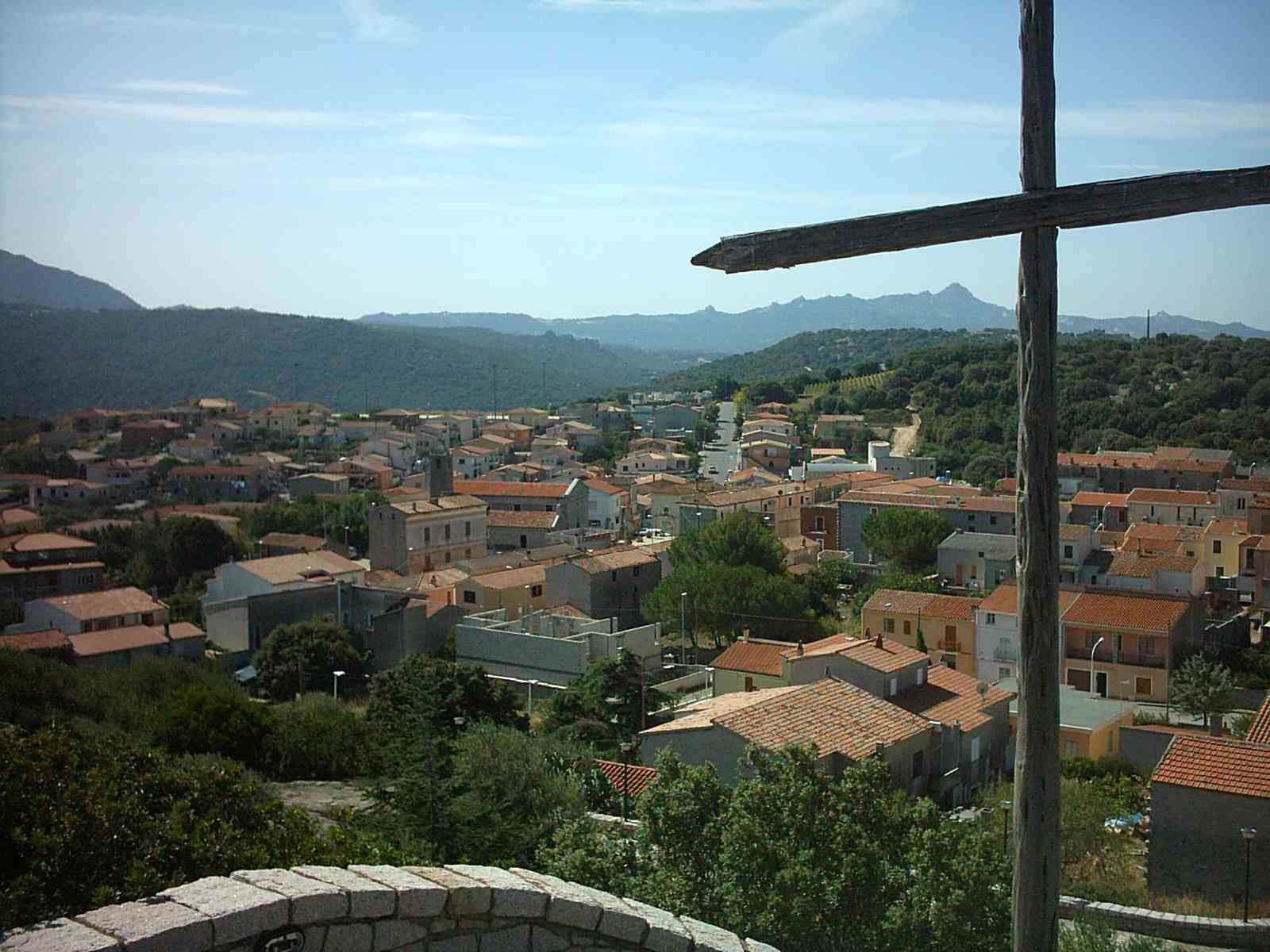
Sant'Antonio
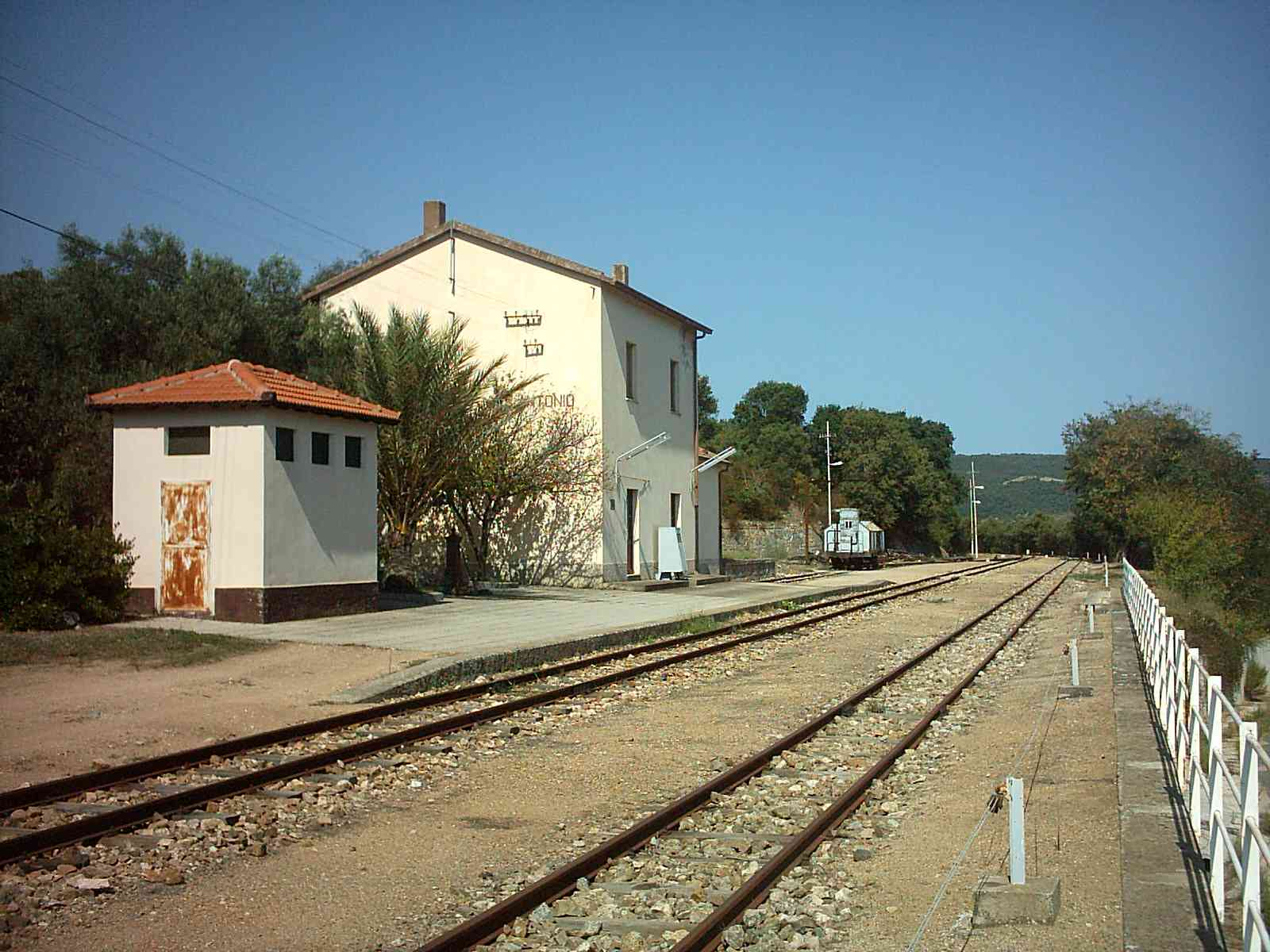
Station van Sant'Antonio

## Demografie
Sant'Antonio di Gallura telt ongeveer 649 huishoudens. Het aantal inwoners daalde in de periode 1991-2001 met 0,7% volgens cijfers uit de tienjaarlijkse volkstellingen van ISTAT.
| Jaar | Inwoneraantal |
| ---- | ------------- |
| 1991 | 1636          |
| 2001 | 1625          |

## Geografie
Sant'Antonio di Gallura grenst aan de volgende gemeenten: Arzachena, Calangianus, Luras, Olbia, Telti.
Aggius · Aglientu · Alà dei Sardi · Arzachena · Badesi · Berchidda · Bortigiadas · Buddusò · Budoni · Calangianus · Golfo Aranci · La Maddalena · Loiri Porto San Paolo · Luogosanto · Luras · Monti · Olbia · Oschiri · Padru · Palau · San Teodoro · Sant'Antonio di Gallura · Santa Teresa Gallura · Telti · Tempio Pausania · Trinità d'Agultu e Vignola
1. ↑  https://demo.istat.it/?l=it.